# Мала Чепца
Мала Чепца́ (рос. Малая Чепца) — присілок в Дебьоському районі Удмуртії, Росія.

## Населення
Населення — 249 осіб (2010; 268 в 2002).
Національний склад станом на 2002 рік:
- удмурти — 66 %
- росіяни — 32 %

## Урбаноніми[3]
- вулиці — Озерна, Сибірська, Східна